# Чарли Пут
Чарлс Ото Пут Млађи (енгл. Charles Otto Puth Jr., IPA: ; Рамсон, 2. децембар 1991), познатији као Чарли Пут (енгл. Charlie Puth), амерички је певач, текстописац и музички продуцент, најпознатији по песми See You Again (2015) коју је написао, копродуцирао и извео заједно са Виз Калифом за саундтрек филма Паклене улице 7 у знак почасти покојном Полу Вокеру.
Путово првобитно скретање пажње било је виралним успехом његових музичких спотова које је постављао на Јутјуб. Након што је See You Again постао хит, накнадно је стекао веће признавање за више уследелих издања — укључујући деби сингл Marvin Gaye, са пратећим вокалима Меган Трејнор. Песма се нашла на врху лествица на Новом Зеланду, у Ирској и у УК, те на 21. позицији америчке листе Билборд хот 100.
Путов дебитантски студијски албум Nine Track Mind изашао је у јануару 2016, а претходили су му синглови One Call Away и We Don't Talk Anymore (позиција 12 и позиција 9, редом, на листи Билборд хот 100).

## Дискографија
- Nine Track Mind (2016)
- Voice Notes (2017)
- Charlie (2022)

## Филмографија
| Год.  | Наслов     | Улога                      | Напомене                                      |
| ----- | ---------- | -------------------------- | --------------------------------------------- |
| 2016. | Undateable | Чарли Пут                  | еп.: A New Year's Resolution Walks Into a Bar |
| 2016. | The Voice  | саветник / ментор асистент | Сезона 11                                     |

| Год.       | Наслов         | Улога     | Реф.        |
| ---------- | -------------- | --------- | ----------- |
| 2009—2013. | Charlies Vlogs | Чарли Пут | [ 6 ] [ 7 ] |
| 2011.      | Can You Sing?  | такмичар  | [ 8 ]       |

## Награде и номинације
| Год.  | Церемонија                      | Награда                                    | Номиновани рад                           | Резултат   | Реф.   |
| ----- | ------------------------------- | ------------------------------------------ | ---------------------------------------- | ---------- | ------ |
| 2011. | PopCrush Music Awards           | Најбоља кавер песма                        | Someone like You                         | Освојено   | [ 9 ]  |
| 2015. | Teen Choice Awards              | Избор музике: Ритам и блуз / хип хоп песма | See You Again                            | Освојено   | [ 10 ] |
| 2015. | Teen Choice Awards              | Избор музике: ТВ или песма на филму        | See You Again                            | Освојено   | [ 10 ] |
| 2015. | Teen Choice Awards              | Избор музике: Колаборација                 | See You Again                            | Номинација | [ 10 ] |
| 2015. | MTV Europe Awards               | Најбоља песма                              | See You Again                            | Номинација | [ 11 ] |
| 2015. | MTV Europe Awards               | Најбоља колаборација                       | See You Again                            | Номинација | [ 11 ] |
| 2015. | American Music Awards           | Песма године                               | See You Again                            | Номинација | [ 12 ] |
| 2015. | American Music Awards           | Колаборација године                        | See You Again                            | Номинација | [ 12 ] |
| 2015. | Hollywood Music in Media Awards | Песма — играни филм                        | See You Again                            | Освојено   | [ 13 ] |
| 2016. | Critics' Choice Movie Awards    | Најбоља песма                              | See You Again                            | Освојено   | [ 14 ] |
| 2016. | Golden Globe Award              | Најбоља оригинална песма                   | See You Again                            | Номинација | [ 15 ] |
| 2016. | Grammy Award                    | Песма године                               | See You Again                            | Номинација | [ 16 ] |
| 2016. | Grammy Award                    | Најбољи поп дуо / групни перформанс        | See You Again                            | Номинација | [ 16 ] |
| 2016. | Grammy Award                    | Најбоља песма написана за визуелни медиј   | See You Again                            | Номинација | [ 16 ] |
| 2016. | Nickelodeon Kid's Choice Awards | Најбоља колаборација                       | See You Again                            | Освојено   |        |
| 2016. | Radio Disney Music Awards       | Нови уметник године                        | Чарли Пут                                | Номинација |        |
| 2016. | Radio Disney Music Awards       | Најбоља краш песма                         | One Call Away                            | Номинација |        |
| 2016. | iHeartRadio Music Awards        | Најбоља колаборација                       | See You Again                            | Номинација |        |
| 2016. | iHeartRadio Music Awards        | Најбољи текст                              | See You Again                            | Номинација |        |
| 2016. | iHeartRadio Music Awards        | Најбоља песма из филма                     | See You Again                            | Номинација |        |
| 2016. | Billboard Music Awards          | Топ нови уметник                           | Чарли Пут                                | Номинација | [ 17 ] |
| 2016. | Billboard Music Awards          | Топ хот 100 песма                          | See You Again                            | Освојено   | [ 17 ] |
| 2016. | Billboard Music Awards          | Топ радијска песма                         | See You Again                            | Номинација | [ 17 ] |
| 2016. | Billboard Music Awards          | Топ стриминг песма (видео)                 | See You Again                            | Номинација | [ 17 ] |
| 2016. | Billboard Music Awards          | Топ реп песма                              | See You Again                            | Освојено   | [ 17 ] |
| 2016. | Billboard Music Awards          | Топ песма по продаји                       | See You Again                            | Номинација | [ 17 ] |
| 2016. | Teen Choice Awards              | Избор музике: Мушки уметник                | Чарли Пут                                | Номинација | [ 18 ] |
| 2016. | Teen Choice Awards              | Избор музике: Нови уметник                 | Чарли Пут                                | Номинација | [ 18 ] |
| 2016. | Teen Choice Awards              | Избор музике сингл: Мушкарац               | One Call Away                            | Номинација | [ 18 ] |
| 2016. | Teen Choice Awards              | Избор музике: Песма за развод              | We Don't Talk Anymore                    | Номинација | [ 18 ] |
| 2016. | MTV Europe Music Awards         | Најбољи пуш акт                            | Чарли Пут                                | Номинација |        |
| 2017. | MTV Video Music Awards          | Најбоља колаборација                       | We Don't Talk Anymore (са Селеном Гомез) | На чекању  |        |

## Концертне турнеје
Главни
- Nine Track Mind (2016)[19][20]
- Don't Talk (2016)[21][22][23]

Са главним
- Jingle Ball 2015 (са разним уметницима) (2015)
- Jingle Ball 2016 (са разним уметницима) (2016)
- Summertime Ball 2017 (са разним уметницима) (2017)

Споредни
- Illuminate World (2017)